# Anne de Montet-Burckhardt
Anne de Montet-Burckhardt, född 1878, död 1952, var en schweizisk feminist.
Hon spelade en framträdande roll i kampanjen för införandet av rösträtt för kvinnor i Schweiz, och var ordförande för Bund Schweizerischer Frauenvereine 1929-1935. 